# Stignabben
Der Stignabben ist ein Nunatak im ostantarktischen Königin-Maud-Land. In der Kirwanveggen der Maudheimvidda ragt er 5 km nordöstlich des Hallgrenskarvet auf.
Norwegische Kartografen benannten den Berg und kartierten ihn anhand von Vermessungen und Luftaufnahmen der Norwegisch-Britisch-Schwedischen Antarktisexpedition (1949–1952) und Luftaufnahmen der Dritten Norwegischen Antarktisexpedition (1956–1960). Namensgeber ist Stig Eugen Hallgren (1925–2014), Fotograf der Norwegisch-Britisch-Schwedischen Antarktisexpedition.